# Liste der Naturdenkmale in Steinenbronn
| Naturdenkmale | Anzahl |
| ------------- | ------ |
| FND           | 7      |
| END           | 13     |
| Gesamt        | 20     |

Die Liste der Naturdenkmale in Steinenbronn nennt die verordneten Naturdenkmale (ND) der im baden-württembergischen Landkreis Böblingen liegenden Gemeinde Steinenbronn. In Steinenbronn gibt es insgesamt 20 als Naturdenkmal geschützte Objekte, davon 7 flächenhafte Naturdenkmale (FND) und 13 Einzelgebilde-Naturdenkmale (END).
Stand: 1. November 2016.

## Flächenhafte Naturdenkmale (FND)
| Name                                    | Bild | Kennung     | Einzelheiten | Position | Fläche Hektar | Datum         |
| --------------------------------------- | ---- | ----------- | ------------ | -------- | ------------- | ------------- |
| Birkenallee am Weiler Weg (15 Birken)   | BW   | 81150460017 | Steinenbronn | ⊙        | 1,1           | 31. Aug. 1992 |
| Eichenhain am Badrain (6 Eichen)        | BW   | 81150460008 | Steinenbronn | ⊙        | 0,1           | 31. Aug. 1992 |
| Feuchtbiotop Reichenbachtal             | BW   | 81150460020 | Steinenbronn | ⊙        | 1,4           | 31. Aug. 1992 |
| Halbtrockenrasen und Hecke Rain         | BW   | 81150460022 | Steinenbronn | ⊙        | 0,1           | 31. Aug. 1992 |
| Kieferngruppe-Sandäcker (11 Altforchen) | BW   | 81150460015 | Steinenbronn | ⊙        | 0,3           | 31. Aug. 1992 |
| Schonwald u. Eiche Krummer Winkel       | BW   | 81150460001 | Steinenbronn | ⊙        | 5,0           | 31. Aug. 1992 |
| Steinbruch Sulzbach                     | BW   | 81150460004 | Steinenbronn | ⊙        | 0,2           | 31. Aug. 1992 |
| Legende für Naturdenkmal                |      |             |              |          |               |               |

## Einzelgebilde (END)
| Name                                  | Bild | Kennung     | Einzelheiten | Position | Fläche Hektar | Datum         |
| ------------------------------------- | ---- | ----------- | ------------ | -------- | ------------- | ------------- |
| Alteiche am Steinenberg               | BW   | 81150460012 | Steinenbronn | ⊙        | 0,0           | 31. Aug. 1992 |
| Alteiche Hohenwart                    | BW   | 81150460005 | Steinenbronn | ⊙        | 0,0           | 31. Aug. 1992 |
| Altforche I - Hoher Tannenwald        | BW   | 81150460018 | Steinenbronn | ⊙        | 0,0           | 31. Aug. 1992 |
| Eiche I am Steinenberg                | BW   | 81150460013 | Steinenbronn | ⊙        | 0,0           | 31. Aug. 1992 |
| Eiche II am Steinenberg               | BW   | 81150460014 | Steinenbronn | ⊙        | 0,0           | 31. Aug. 1992 |
| Eiche-Breithut                        | BW   | 81150460010 | Steinenbronn | ⊙        | 0,0           | 31. Aug. 1992 |
| Eiche-Rain                            | BW   | 81150460009 | Steinenbronn | ⊙        | 0,0           | 31. Aug. 1992 |
| Fichte am Sulzbach                    | BW   | 81150460002 | Steinenbronn | ⊙        | 0,0           | 31. Aug. 1992 |
| Linde an der Lindenstraße             |      | 81150460011 | Steinenbronn | ⊙        | 0,0           | 31. Aug. 1992 |
| Schwarznuß-Schleifenebene             | BW   | 81150460006 | Steinenbronn | ⊙        | 0,0           | 31. Aug. 1992 |
| Vierstämmige Buche-Schleifenebene     | BW   | 81150460007 | Steinenbronn | ⊙        | 0,0           | 31. Aug. 1992 |
| Winterlinde am Weiler Weg             | BW   | 81150460016 | Steinenbronn | ⊙        | 0,0           | 31. Aug. 1992 |
| 2 Kastanien an der Stuttgarter Straße | BW   | 81150460021 | Steinenbronn | ⊙        | 0,0           | 31. Aug. 1992 |
| Legende für Naturdenkmal              |      |             |              |          |               |               |